# Andriej Aprin
Andriej Nikołajewicz Aprin, ros. Андрей Николаевич Априн (ur. 10 marca 1965 w Kirowo-Czepiecku) – rosyjski hokeista.

## Kariera
- Olimpija Kirowo-Czepieck (1981-1990)
- Awtomobilist Jekaterynburg (1990-1992)
- Olimpija Kirowo-Czepieck (1992-1996)
- Dizelist Penza (1996-1997)
- STS Sanok (1997-1998)
- TTH Toruń (1998-1999)
- Olimpija Kirowo-Czepieck (1999-2000)
- Motor Zawołże (2000)[1]
- Iżstal Iżewsk (2000-2001)
- Olimpija Kirowo-Czepieck (2001-2002)

Wychowanek i wieloletni zawodnik klubu Olimpija w rodzinnym Kirowo-Czepiecku, w którym trenował od 7. roku życia. W wieku 17 został zawodnikiem drużyny seniorskiej klubu. Występował także w lidze polskiej. Wpierw w sezonie 1997/1998 w klubie STS Sanok, a w sezonie 1998/1999 w TTH Toruń.
Po zakończeniu kariery występuje w amatoskiej lidze moskiewskiej MosLiga w barwach drużyny z Lipiecka.
Ożenił się z Tatianą, z którą ma synów Timofieja i Nikitę.